# MVV 마스트리흐트

MVV 마스트리흐트(MVV Maastricht, 약칭 MVV)는 1902년 4월 2일에 창단된 네덜란드 마스트리흐트의 축구 클럽으로, 현재 에이르스터 디비시에서 활동하고 있다.

## 선수 명단

### 현역
참고: FIFA 자격 규정에 따라 소속된 국가대표팀 국기를 표시합니다. 선수는 복수의 FIFA 비회원국 국적을 가지고 있을 수 있습니다.
| 번호 | 포지션 | 국적 | 이름 |
| ---- | ------ | ---- | ---- |

| 번호 | 포지션 | 국적 | 이름 |
| ---- | ------ | ---- | ---- |

## 역대 감독
| 감독              | 임기        |
| ----------------- | ----------- |
| 요하네스 본프레러 | 1983        |
| 배리 휴스         | 1984 ~ 1985 |
| 요하네스 본프레러 | 1985        |
| 에드윈 헤르만     | 2024 ~      |